# براين ديتزين
براين ديتزين (بالإنجليزية: Brian Dietzen)‏ ممثل أمريكي وُلد في 14 نوفمبر 1977 ، في كولورادو ، الولايات المتحدة .

## وصلات خارجية
- براين ديتزين على موقع IMDb (الإنجليزية)
- براين ديتزين على موقع ألو سيني (الفرنسية)
- براين ديتزين على موقع أول موفي (الإنجليزية)
- براين ديتزين على موقع إن إن دي بي (الإنجليزية)
- براين ديتزين على موقع قاعدة بيانات الفيلم (الإنجليزية)
- براين ديتزين على موقع كينوبويسك (الروسية)